# Liste der größten Unternehmen in Polen
Die Liste der größten Unternehmen in Polen enthält die größten Unternehmen in Polen.

## Forbes 2000
Die Rangfolge der jährlich erscheinenden Liste Forbes Global 2000, der 2000 größten börsennotierten Unternehmen der Welt, errechnet sich aus einer Kombination von Umsatz, Nettogewinn, (Aktiva und Marktwert). Dabei wurden die Platzierungen der Unternehmen in den gleich gewichteten Kategorien zu einem Rang zusammengezählt. In der Tabelle aufgeführt sind auch der Hauptsitz, Mitarbeiterzahl und die Branche. Die Zahlen sind in Milliarden US-Dollar angegeben und beziehen sich auf das Geschäftsjahr 2024.
| Forbes 2000 | Name                          | Hauptsitz | Umsatz (Mrd. $) | Gewinn (Mrd. $) | Mitarbeiter | Branche        |
| ----------- | ----------------------------- | --------- | --------------- | --------------- | ----------- | -------------- |
| 379         | ORLEN Spółka Akcyjna          | Płock     | 74,61           | 1,91            | 67.809      | Erdöl & Erdgas |
| 525         | PKO Bank Polski               | Warschau  | 10,22           | 2,34            | 25.657      | Banken         |
| 594         | Grupa PZU                     | Warschau  | 16,32           | 1,34            | 39.204      | Versicherungen |
| 883         | Bank Pekao                    | Warschau  | 5,77            | 1,60            | 15.212      | Banken         |
| 1.469       | PGE Polska Grupa Energetyczna | Lubin     | 16,20           | −0,79           | 41.975      | Energie        |
| 1.881       | KGHM Polska Miedź             | Lubin     | 8,72            | 0,72            | 34.492      | Bergbau        |
| 1.965       | Alior Bank                    | Warschau  | 2,12            | 0,59            | 7.106       | Banken         |
| 1.996       | Dino Polska                   | Krotoszyn | 7,36            | 0,38            | 49.887      | Einzelhandel   |

## Top 500 companies in Central and Eastern Europe
Die Liste der „Top 500 companies in Central and Eastern Europe“ veröffentlichten umsatzstärksten Unternehmen in Polen im Geschäftsjahr 2015. Banken und Versicherungen sind in den Top 500 nicht vorhanden. Die Liste ist auf die Top 150 reduziert.
| Top 500 | Name                                | Hauptsitz           | Umsatz (Mio. $) | Mitarbeiter | Branche                 |
| ------- | ----------------------------------- | ------------------- | --------------- | ----------- | ----------------------- |
| 1.      | Orlen                               | Płock               | 21.109          |             | Erdöl & Erdgas          |
| 4.      | Jeronimo Martins Polska (Biedronka) | Kostrzyn            | 9.380           |             | Einzelhandel            |
| 5.      | PGNiG                               | Warschau            | 8.714           |             | Erdöl & Erdgas          |
| 10.     | PGE Polska Grupa Energetyczna       | Warschau            | 6.821           |             | Energie                 |
| 14.     | Grupa LOTOS                         | Danzig              | 5.427           |             | Erdöl & Erdgas          |
| 18.     | Eurocash                            | Komorniki           | 4.855           |             | Einzelhandel            |
| 19.     | KGHM Polska Miedź                   | Lubin               | 4.781           |             | Bergbau                 |
| 24.     | Tauron Polska Energia               | Kattowitz           | 4.391           |             | Energie                 |
| 33.     | Lotos Paliwa                        | Danzig              | 3.544           |             | Erdöl & Erdgas          |
| 35.     | Fiat Chrysler Automobiles Poland    | Warschau            | 3.277           |             | Automobile              |
| 38.     | PGE Górnictwo i Energetyka          | Bełchatów           | 3.081           |             | Energie                 |
| 39.     | ArcelorMittal Poland                | Kattowitz           | 2.988           |             | Stahl                   |
| 40.     | Lidl Polska                         | Tarnowo Podgórne    | 2.987           |             | Einzelhandel            |
| 41.     | Orlen Paliwa                        | Płock               | 2.837           |             | Erdöl & Erdgas          |
| 42.     | Orange Polska                       | Warschau            | 2.829           |             | Telekommunikation       |
| 44.     | PKP Polskie Koleje Państwowe        | Warschau            | 2.732           |             | Eisenbahngesellschaften |
| 45.     | Grupa Metro w Polsce                | Warschau            | 2.691           |             | Einzelhandel            |
| 46.     | Tesco Polska                        | Krakau              | 2.676           |             | Einzelhandel            |
| 49.     | Grupa Kapitałowa Energa             | Danzig              | 2.582           |             | Energie                 |
| 50.     | BP Polska                           | Warschau            | 2.572           |             | Erdöl & Erdgas          |
| 57.     | Grupa Azoty                         | Tarnów              | 2.396           |             | Chemie                  |
| 59.     | Enea S.A.                           | Posen               | 2.353           |             | Energie                 |
| 60.     | Volkswagen Poznań                   | Posen               | 2.351           |             | Automobile              |
| 61.     | Cyfrowy Polsat                      | Warschau            | 2.347           |             | Fernsehen               |
| 62.     | Auchan Polska                       | Piaseczno           | 2.310           |             | Einzelhandel            |
| 63.     | Kompania Węglowa                    | Kattowitz           | 2.270           |             | Kohle                   |
| 64.     | Kaufland Polska                     | Warschau            | 2.147           |             | Einzelhandel            |
| 66.     | Carrefour Polska                    | Warschau            | 2.126           |             | Einzelhandel            |
| 68.     | Lasy Państwowe                      | Warschau            | 2.103           |             | Forstwirtschaft         |
| 71.     | Volkswagen Group Polska             | Posen               | 2.056           |             | Automobile              |
| 73.     | Pelion Healthcare Group             | Łódź                | 2.021           |             | Gesundheitswesen        |
| 74.     | PPHU Specjał                        | Rzeszów             | 2.019           |             | Großhandel              |
| 79.     | Opel Manufacturing Poland           | Gliwice             | 1.939           |             | Automobile              |
| 84.     | PSE S.A.                            | Konstancin-Jeziorna | 1.822           |             | Energie                 |
| 89.     | Asseco                              | Rzeszów             | 1.734           |             | Software                |
| 92.     | Makro Cash and Carry Polska         | Warschau            | 1.697           |             | Einzelhandel            |
| 96.     | Neuca                               | Toruń               | 1.660           |             | Pharmagroßhandel        |
| 97.     | Jastrzębska Spółka Węglowa          | Jastrzębie-Zdrój    | 1.657           |             | Bergbau                 |
| 99.     | AB S.A.                             | Magnice             | 1.623           |             | Einzelhandel            |
| 100.    | Polkomtel                           | Warschau            | 1.587           |             | Telekommunikation       |
| 103.    | T-Mobile Polska                     | Warschau            | 1.544           |             | Mobilfunk               |
| 105.    | Tauron Dystrybucja                  | Krakau              | 1.541           |             | Energie                 |
| 112.    | Rossmann                            | Łódź                | 1.486           |             | Einzelhandel            |
| 113.    | Shell Polska                        | Warschau            | 1.474           |             | Tankstellenbetreiber    |
| 114.    | Volkswagen Motor Polska             | Polkowice           | 1.473           |             | Motoren                 |
| 116.    | PGE Energetyka Kolejowa             | Warschau            | 1.449           |             | Energie                 |
| 117.    | Samsung Electronics Polska          | Warschau            | 1.429           |             | Elektronikeinzelhandel  |
| 120.    | Farmacol                            | Kattowitz           | 1.412           |             | Pharmagroßhandel        |
| 123.    | Grupa Muszkieterów                  | Swadzim             | 1.400           |             | Franchising             |
| 126.    | Żabka Polska                        | Posen               | 1.374           |             | Einzelhandel            |
| 128.    | Boryszew                            | Sochaczew           | 1.357           |             | Automobilzulieferer     |
| 129.    | Castorama Polska                    | Warschau            | 1.350           |             | Baumärkte               |
| 134.    | Can-Pack                            | Krakau              | 1.322           |             | Verpackungen            |
| 135.    | Skanska Polska                      | Warschau            | 1.317           |             | Bauwirtschaft           |
| 137.    | Poczta Polska                       | Warschau            | 1.302           |             | Postdienste             |
| 139.    | P4 (Play)                           | Warschau            | 1.282           |             | Mobilfunk               |
| 141.    | Action                              | Warschau            | 1.269           |             | Einzelhandel            |
| 145.    | Lumileds                            | Pabianice           | 1.229           |             | Automobilzulieferer     |
| 146.    | Budimex                             | Warschau            | 1.227           |             | Bauwirtschaft           |
| 147.    | LPP                                 | Danzig              | 1.226           |             | Textilindustrie         |